# Ева Дурска
Ева Дурска (енгл. Ewa Durska; Новогард, Пољска, 27. фебруара 1977) је параолимпијска атлетичарка из Пољске која се такмичи углавном у категорији Т20 бацања кугле. Двострука је освајачица параолимпијске златне медаље у бацању кугле на Играма 2000. у Сиднеју и 2012. у Лондону. Њена параолимпијска каријера је стављена на чекање након што је због спортске контроверзе на Играма 2000. године уклоњена њена класификација за наредна два циклуса Параолимпијских игара. Дурска је четири пута освојила златну медаљу на Светском првенству.
На Летњим параолимпијским играма 2016. године у Рио де Жанеиру, освојила је златну медаљу.